# Athenea del Castillo
Athenea del Castillo Beivide (Solares, Cantabria; 24 de octubre de 2000), es una futbolista española que juega como delantera en el Real Madrid Club de Fútbol de la Primera División Femenina de España. Además, es internacional con la selección de España desde 2020.

## Trayectoria
Nacida en Solares (Cantabria), creció entre su localidad natal y el Barrio Pesquero de Santander. Desde los 11 años jugó en los equipos de la Sociedad Deportiva Reocín, bajo los diferentes nombres del club, incluido el periodo en el de su asociación con el Real Racing Club de Santander. De allí pasó al Ave Fénix Racing, que posteriormente fue absorbido por el club racinguista para conformar oficialmente su equipo femenino bajo el nombre de Racing Féminas. Tras disputar las temporadas 2017-18 y 2018-19 de la Segunda División con el equipo cántabro, en donde anotó 37 goles en 46 partidos, en agosto de 2019 se anunció su fichaje por el Real Club Deportivo de La Coruña —recién ascendido a Primera División—, pese a la negativa del Racing. Finalmente, en septiembre el club santanderino permitió su salida del equipo.
El 8 de septiembre de 2019 debutó en Primera División frente al Real Club Deportivo Espanyol y el 19 de enero de 2020 anotó su primer gol en la máxima categoría. Fue distinguida rápidamente como una de las promesas del conjunto gallego junto a su compañera Teresa Abelleira, hasta convertirse ambas en referentes del equipo.
En su primera temporada el equipo fue una de las revelaciones del campeonato y finalizó en cuarta posición. Al año siguiente, y tras numerosas bajas, el equipo sufrió durante todo el curso hasta que finalmente perdió la categoría en la penúltima jornada al sufrir una derrota frente al Real Betis Balompié. Al concluir el campeonato y su contrato, firmó por el Real Madrid Club de Fútbol, equipo clasificado para disputar la Liga de Campeones.
Su estreno con las madrileñas se produjo en la competición continental. El partido de ida de la ronda clasificatoria frente al Manchester City Football Club finalizó con empate a un gol, en donde Athenea fue una de las jugadoras más destacadas del encuentro. Apenas unos días después debutó en el Campeonato de Liga en la derrota frente al Levante Unión Deportiva. En un irregular desempeño del equipo durante los primeros meses de competición, Athenea fue una de las jugadoras con mejor rendimiento, siendo elegida por los aficionados madridistas como la mejor jugadora del mes de septiembre. Pese a ello, su primer gol como madridista se resistió hasta la jornada once, cuando tras recoger un rechace en un córner efectuó un tiro que entró por la escuadra del segundo palo de la guardameta del Villarreal Club de Fútbol. Fue el tanto que abrió el marcador en la victoria por 0-2.
Con una verticalidad y regate dominante en el campeonato, fue junto a Esther González la más destacada en la victoria por 1-3 ante el Madrid Club de Fútbol que pareció certificar el nuevo rumbo del equipo, más consolidado y estructurado tácticamente.
De acuerdo con un informe estadístico publicado por el diario digital deportivo Relevo en octubre de 2022, Athenea era la extremo de la Finetwork Liga F que más regates exitosos sumaba.

## Carrera internacional
El 23 de octubre de 2020 debutó con la selección española absoluta en el minuto 86 en un partido contra República Checa, mientras que el 21 de septiembre de 2021 anotó su primer gol como internacional en la victoria por 0-7 frente a Hungría. En el amistoso frente a Marruecos anotó un doblete en la victoria por 3-0.
En febrero de 2022, tras varias convocatorias seguidas con la selección absoluta, quedó fuera de la lista inicial del seleccionador Jorge Vilda para acudir al torneo amistoso Arnold Clark, que serviría como preparación para la Eurocopa 2022. En esas fechas Athenea fue convocada con la categoría sub-23 para disputar un amistoso en Bélgica. Sin embargo, tras la lesión de Mariona Caldentey en el primer encuentro del torneo, la delantera cántabra fue llamada para unirse al grupo. En el segundo partido de España en el torneo, Athenea disputa el segundo tiempo, siendo elegida como la mejor jugadora del partido. Tras otra buena actuación ante Canadá, Athenea es elegida como la mejor jugadora del torneo.
En julio de 2022, participa en la Eurocopa disputada en Inglaterra. Tras ser suplente en los dos primeros partidos, partió de inicio en el tercer partido. En cuartos de final, ante Inglaterra, volvió a ser suplente y salió en la segunda parte, dando una asistencia a Esther González para adelantarse en el marcador. Finalmente, Inglaterra terminó ganando el partido en la prórroga.
Athenea disputó seis partidos y marcó un gol con España en las eliminatorias para la Copa Mundial de 2023. La delantera fue la autora del tercer gol en la goleada frente a Hungría que finalizó 7-0. Ya en el Mundial fue titular en la victoria frente a Costa Rica por el primer partido de la fase grupos, siendo luego sustituida a los 63 minutos. En el segundo encuentro frente a Zambia, ingresó como suplente a los 83 minutos, pero tuvo que abandonar el partido por un fuerte golpe en el tobillo. La jugadora se perdió el último choque de primera fase frente a Japón, pero pudo regresar en el encuentro de octavos de final frente a Suiza ingresando a los 84 minutos. Del Castillo no volvió a sumar minutos durante el resto del torneo que culminó con la selección española consagrándose campeona del mundo al vencer por 1-0 a Inglaterra en la final.

## Estadísticas

### Clubes
Actualizado al último partido disputado el 10 de noviembre de 2023
Datos entre 2015 y 2017 con el Ave Fénix Racing desconocidos.
| S. D. Reocín-Racing | 2017-18       | 2.ª           | 24  | 15 | —  | — | —  | — | 24  | 15 | 0.63 |
| S. D. Reocín-Racing | 2018-19       | 2.ª           | 22  | 22 | —  | — | —  | — | 22  | 22 | 1    |
| S. D. Reocín-Racing | Total club    | Total club    | 46  | 37 | 0  | 0 | 0  | 0 | 46  | 37 | 0.80 |
| R. C. D. La Coruña  | 2019-20       | 1.ª           | 17  | 2  | 2  | 1 | —  | — | 19  | 3  | 0.16 |
| R. C. D. La Coruña  | 2020-21       | 1.ª           | 32  | 9  | —  | — | —  | — | 32  | 9  | 0.28 |
| R. C. D. La Coruña  | Total club    | Total club    | 49  | 11 | 2  | 1 | 0  | 0 | 51  | 12 | 0.24 |
| Real Madrid C.F.    | 2021-22       | 1.ª           | 29  | 5  | 4  | 0 | 10 | 0 | 43  | 5  | 0.12 |
| Real Madrid C.F.    | 2022-23       | 1.ª           | 30  | 6  | 5  | 1 | 8  | 3 | 43  | 10 | 0.23 |
| Real Madrid C.F.    | 2023-24       | 1.ª           | 13  | 5  | 1  | 1 | 6  | 1 | 20  | 8  | 0.5  |
| Real Madrid C.F.    | Total club    | Total club    | 72  | 16 | 10 | 3 | 24 | 4 | 96  | 20 | 0.21 |
| Total carrera       | Total carrera | Total carrera | 167 | 64 | 12 | 3 | 24 | 4 | 203 | 72 | 0.38 |
| 1. 2. 3.            |               |               |     |    |    |   |    |   |     |    |      |

### Tripletes
| 1 | 22 de abril de 2018 | Pepe Quimarán, Posada de Llanera | U. D. Llanera - Racing de Santander |  | 1 - 6 | Segunda División 2017-18 |

## Palmarés

### Campeonatos internacionales
| Título                      | Equipo          | Año  |
| --------------------------- | --------------- | ---- |
| Campeonato Europeo (sub-19) | España (sub-19) | 2018 |
| Copa Mundial                | España          | 2023 |
| Liga de Naciones de la UEFA | España          | 2024 |

### Distinciones individuales
| Distinción                             | Año  |
| -------------------------------------- | ---- |
| Mejor jugadora de la Copa Arnold Clark | 2022 |